# Григорьев, Валентин Михайлович (геолог)
Валентин Михайлович Григорьев (5 июня 1920, Баку — 12 февраля 2024) — геолог, педагог высшей школы, профессор МГРИ, доктор геолого-минералогических наук (1968), заслуженный геолог Российской Федерации, почётный академик Международной академии минеральных ресурсов, лауреат премии Совета Министров СССР, ветеран Великой Отечественной войны.

## Биография
Родился в Баку. Учился в средней школе в Касимове, Ишиме, Новосибирске. В 1937 году поступил в Московский геологоразведочный институт, вёл работу в должности секретаря комсомольской организации, с 1939 года — кандидат в члены ВКП(б), с 1941 года — член партии. Войну застал в Армении на преддипломной практике, на медно-молибденовых месторождениях Каджарана. В той же полевой партии с ним работал коллектором поэт Павел Коган.
Возвращается в Москву, где в октябре 1941 года с отличием заканчивает геологоразведочный факультет МГРИ, уже 16 октября добровольцем вступает в ряды 3-й Московской коммунистической стрелковой дивизии. Воевал в звании младшего политрука и комиссара разведбатальона 664 стрелкового полка 130 дивизии. Участвовал в оборонительных боях под Москвой и в наступлении по линии Химки — Солнечногорск, воевал на Северо-Западном фронте, Западном, Ленинградском и 3-м Белорусском фронтах, был тяжело ранен. В 1942 году в должности политрука группы разведчиков совершил рейд в тылу врага, выводя десантников из Демянского котла, за что был награждён орденом Красного Знамени (1942). Осенью 1943 года участвовал в наступательных боях по освобождению Ельни и Смоленска, в июне 1944 года воевал на Карельском перешейке. За участие в освобождении Выборга был награждён орденом Красной Звезды (1944).
В 1944 году в звании гвардии майора, помощник начальника политотдела штаба 21 Армии. С 1944 года обучался на Высших курсах усовершенствования политсостава Красной Армии.
В 1946 демобилизовался, далее работал начальником партии Карпатской экспедиции НИС МГРИ (1946—1949). В 1949—1958 годах преподавал на кафедре геологии месторождений полезных ископаемых МГРИ, в 1950 году защитил кандидатскую диссертацию, в 1968 году — докторскую. В 1958—1976 годах работал в министерстве геологии СССР, в Госплане СССР, ВИМС.
В 1976 году вернулся во МГРИ, работал заведующим кафедрой полезных ископаемых (1976—1994), далее в 1992—2001 годах был профессором той же кафедры, читал курс лекций «Геология месторождений полезных ископаемых».
Скончался 12 февраля 2024 года на 104-м году жизни.

## Труды
Соавтор учебников:
- «Геология и полезные ископаемые Африки»
- «Месторождения металлических полезных ископаемых» (1998),
- «Курс рудных месторождений» (1981, 1986).

Автор и соавтор более 37 научных работ, в том числе 19 монографий, 7 учебников и 11 учебных пособий.

## Награды и премии
- Орден Красного Знамени (1942)
- Орден Красной Звезды (1944)
- Медаль За Оборону Москвы (1944)
- Медаль За победу над Германией в Великой Отечественной войне 1941—1945 гг. (1945)
- Орден Отечественной войны II степени (1975)
- Медали ВДНХ
- Почётная грамота Федерального агентства по недропользованию[3].